# Château Ogrodzieniec
Le château d'Ogrodzieniec est un château médiéval et un monument historique polonais, situé près d'Ogrodzieniec, en Petite-Pologne. Datant du XIVe siècle, le vaste complexe du château fut modifié et agrandi de nombreuses fois au fil des siècles. Il a été dévasté pendant la grande guerre du Nord et se trouve depuis lors à l'état de ruine. 

## Localisation
Le château se trouve au sommet d'une butte calcaire du Jura cracovien, au-dessus du village de Podzamcze, à environ deux kilomètres à l'est de la ville d'Ogrodzieniec. Les environs, bien qu'incorporés dans la voïvodie de Silésie, font partie de la région historique de Petite-Pologne. 

## Histoire
Une première forteresse y existait déjà sous le règne de Boleslas III Bouche-Torse, seigneur de Pologne à partir de 1102. À l'époque de démembrement territorial, elle était située près de la frontière de la province senioriale avec le duché de Silésie à l'ouest. Cette forteresse en bois a été entièrement détruite au cours de l'invasion mongole de la Pologne en 1241. 

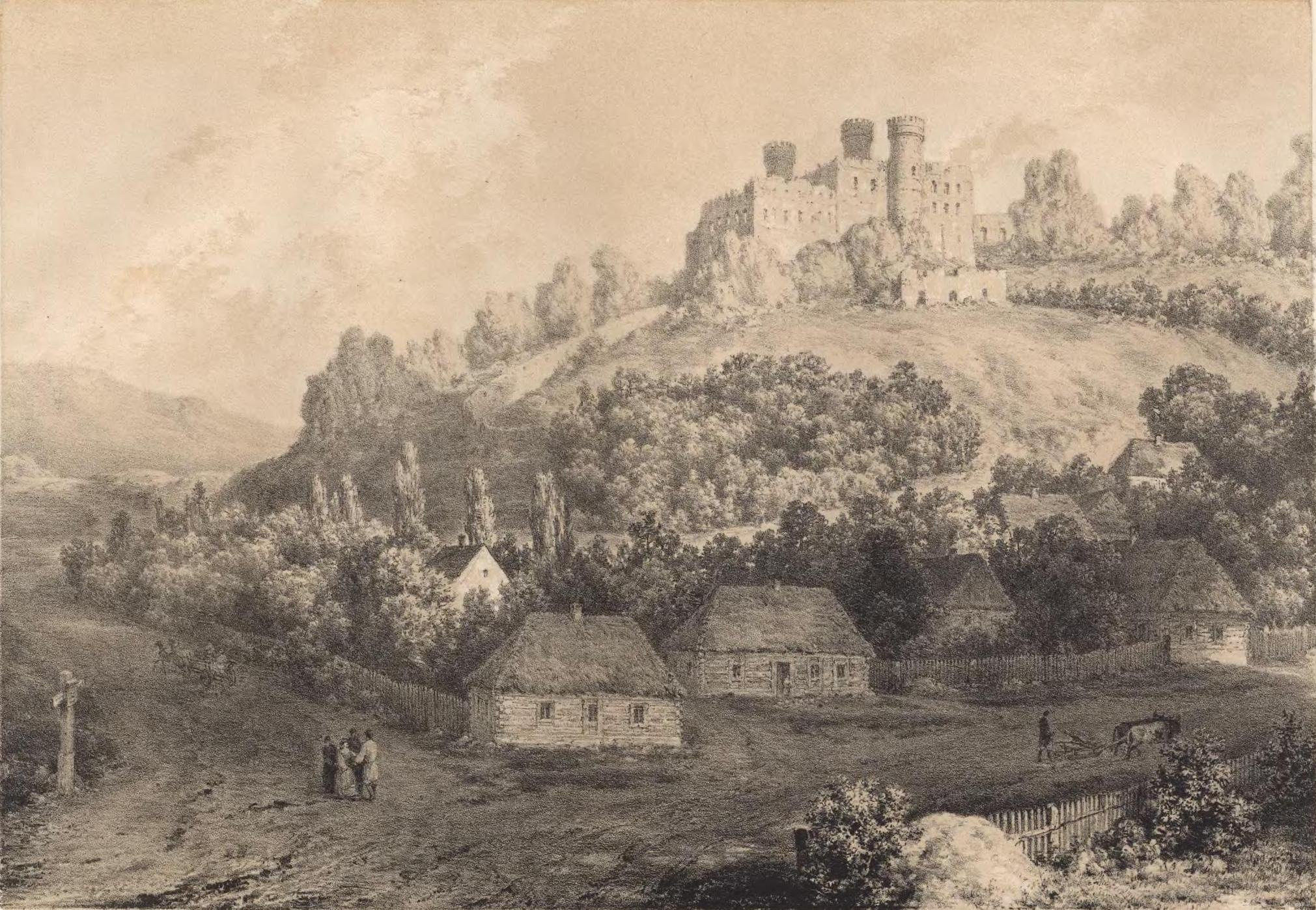
Château d'Ogrodzieniec au XIXe siècle, dessin de Napoleon Orda.

Au milieu du XIVe siècle, le château fut reconstruit en pierre dans le style gothique. Incorporé dans la voïvodie de Cracovie, il fut la résidence des plusieurs familles de la noblesse polonaise (szlachta) au cours des siècles. Vers 1523, le domaine a été acquis par le commerçant Hans Boner, banquier du roi Sigismond Ier ; son neveu et héritier Severin Boner fit reconstruire le château en style Renaissance. Pendant la guerre de Succession de Pologne, en 1587, il fut occupé par les troupes de l'archiduc Maximilien III d'Autriche, frère cadet de l'empereur Rodolphe II de Habsbourg, réclamant le trône de la république des Deux Nations.
En 1655, le château a été pillé par les forces suédoises durant la première guerre du Nord. Fortement endommagé à nouveau par un incendie, causé par les troupes du roi suédois Charles XII en 1702, l'ensemble fortifié a été finalement abandonné vers 1810.

## Galerie

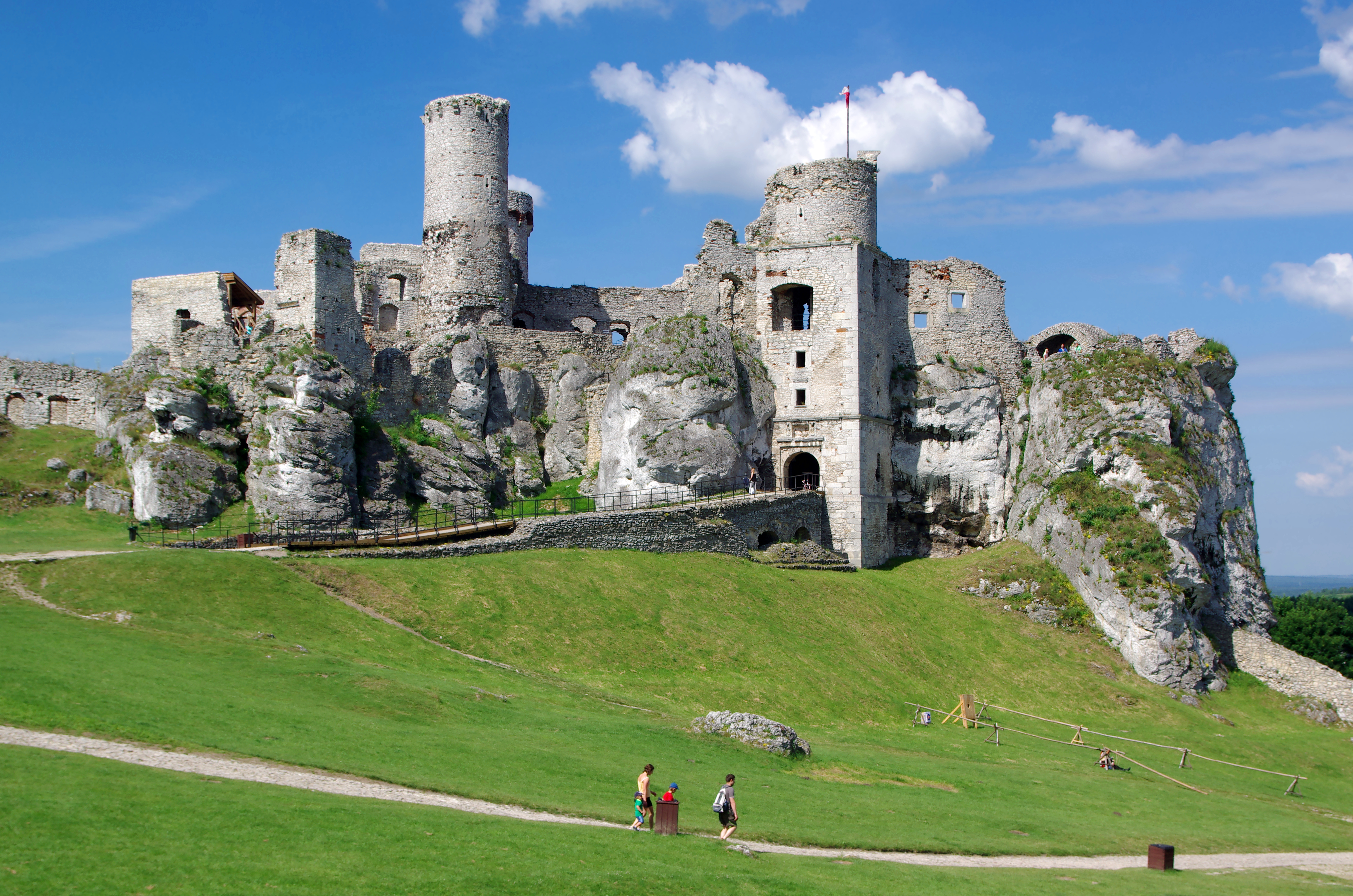
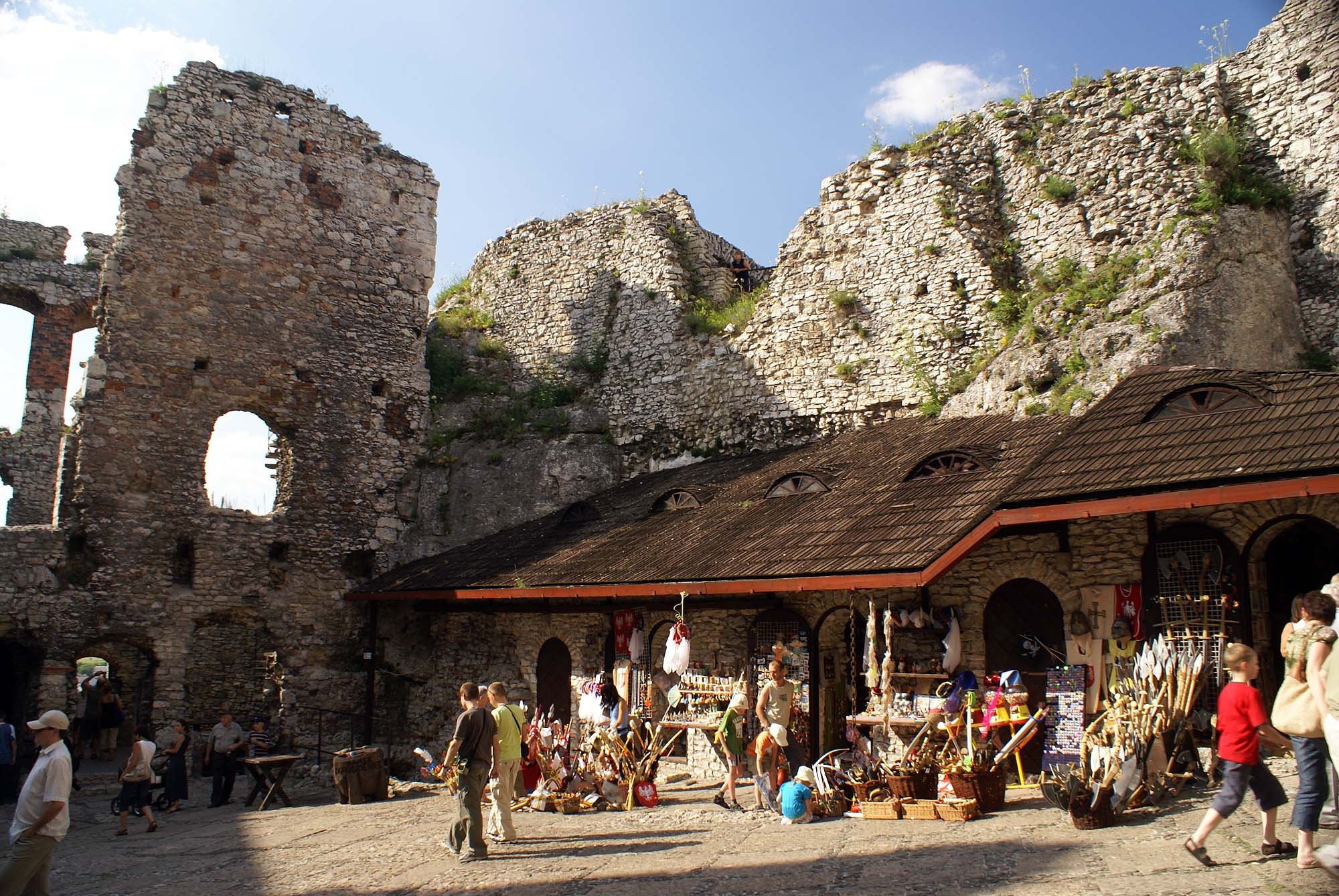
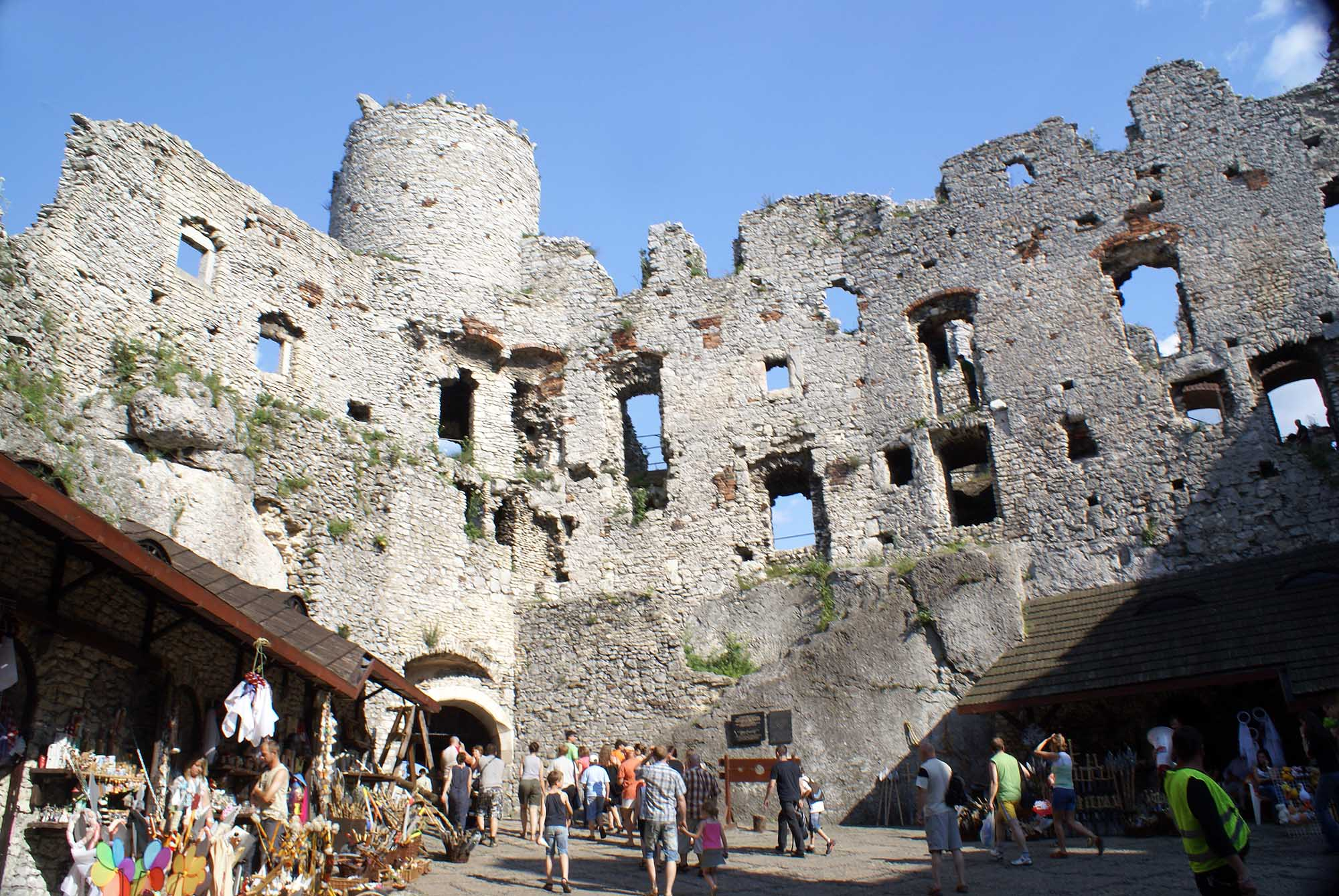
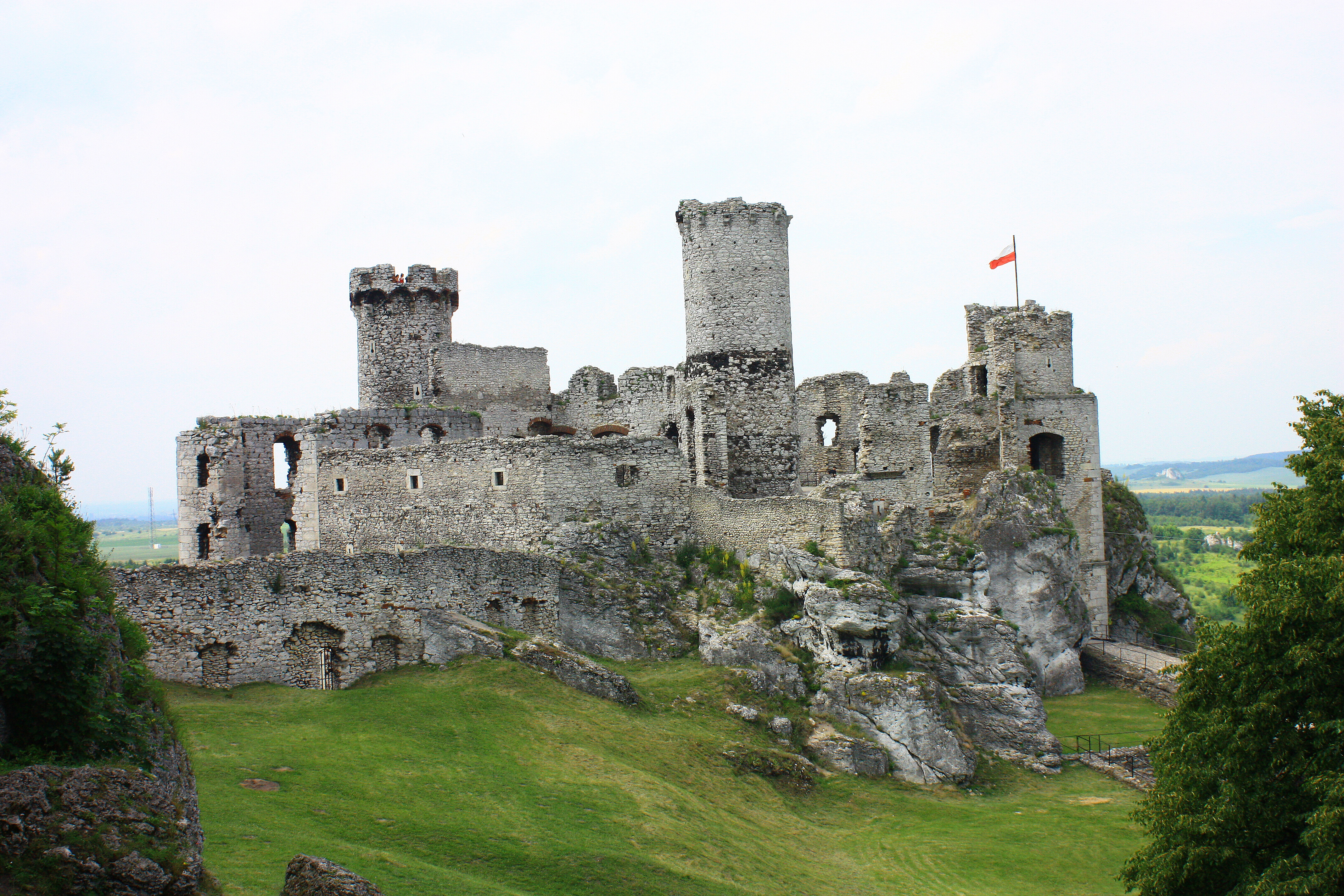